# Bubbles (band)
Bubbles was een Zweedse meidengroep, die actief was van 2000 tot 2010. De originele bezetting bestond uit leadzangeres Caroline Ljungström (26 juni 1987), Hannah Steffenburg (14 april 1988), Jenny "Yenny" Andersén (10 oktober 1988) en de tweelingzusjes Patricia en Sandra Joxelius (7 april 1987). Ljungström verliet de groep in 2008.

## Biografie
Op de balletacademie in Göteborg begonnen de meiden tijdens danslessen de interesse te wekken bij hun danslerares Josefine Sundström, een bekende tv-presentatrice. Hiermee ging zij naar het producer- en songwriterteam John Ballard/Alban Herlitz, omdat zij een popgroep met getalenteerde dames zochten. Zo werden de vijf meiden aan hen voorgesteld en lieten Ballard en Herlitz hen een liedje zingen. Dat beviel dit duo goed en besloten Ballard en Herlitz om nummers te maken. Daarvan werd Happy Girl de eerste single. Hij kwam uit op dinsdag 25 april 2000.
Ondertussen werd de naam van de groep Bubbles. De meiden hadden alles wat de producers/songwriters zochten: charme, talent en enthousiasme. Hannah zegt: “Wij zingen samen het refrein, maar de coupletten zingen we alleen”. Happy Girl kwam in de Zweedse hitlijst op de zesde positie. Er werden meer dan 30.000 exemplaren van verkocht (platina) en de single bleef 26 weken in de lijst, langer dan elke andere single dat jaar. In de zomer van 2000 gingen ze samen met de Zweedse ster Markoolio op tour die eindigde in de Globe Arena in de hoofdstad Stockholm. Daar wachtten 14.000 schreeuwende fans. Meer dan 500.000 kinderen en hun ouders bezochten de optredens van die zomertour. De opvolger van de succesvolle debuutsingle was Rock the World die op zaterdag 9 september uitkwam. Hij eindigde nét niet op nummer 1, want Feven met “Dom tio budorden” zat hun daarvoor in de weg. Deze single haalde wel weer een status (goud) en er werden 25.000 exemplaren van verkocht. Aan het einde van 2000 was bekend dat deze hit tot de grootsten behoorde! Een anderhalve maand later, op 23 oktober, verscheen eindelijk hun debuutalbum “Rock the World” met elf nummers. Net als hun singles werd dit opgenomen in ‘Tuff Studios’ in Göteborg, waar ook de Zweedse groep Ace of Base hun successen opnamen.
Iedereen was onder de indruk van hun zangkwaliteiten! Nu kwam Bubbles ook veel in tv-shows en moesten veel interviews geven. Om dit jaar goed te beëindigen werd op 4 december het schattige X-mas Time uitgebracht. Weer een hit (hoogste positie was 12).

### 2001
Het nieuwe jaar werd begonnen met een popfestival waarin de grootste Zweedse sterren kwamen. Daarin werd ook hun nieuwste single een primeur. De dubbele A-kant I'll Be There/Regnbågens Barn werd uitgebracht op 5 februari en was wederom een hit: een zevende positie. Opmerkelijk, want het was al de vierde single van hun debuutalbum. Het in het Zweeds gezongen nummer was niet te vinden op het album, dus dat verklaart misschien het succes van de single. Bovendien was de single voorzien van een videoclip. De laatste single van hun debuutalbum werd gelanceerd in het buitenland, onder meer in Frankrijk, België en Nederland. Dat werd My Boyfriend. In februari werd een bezoek gebracht in de hoofdstad Parijs. Daar trad Bubbles op in grote tv shows waar ook sterren als Janet Jackson, Lenny Kravitz en Henri Salvador voorbij kwamen. Er werd door de meiden een verslag gemaakt van die tour. Op 5 maart verscheen er een tweede editie van hun debuutalbum waarop onder meer hun Zweedse (in het Engels: Rainbow Child) hit opstond. Het bezoek aan Nederland was gepland voor 18 t/m 20 juli. De singles Happy Girl en My Boyfriend werden gepromoot en hun debuutalbum. De cd was al verschenen op 12 mei, met als hoogste positie in de Album Top 100, nummer 26 (30 weken erin). De twee singles kwamen beide in de Mega Top 100 op positie 38. Ook was de Absolute Kidz Tour (met sterren als Markoolio, Excellence (Popstars) en Shebang) in juli en augustus, dus heel drukke dagen voor hun. Maar op 3 oktober was Bubbles weer terug in Nederland voor vier dagen. In Buya, een programma van de NCRV, werden door Jetske van den Elsen en Sebastiaan Labrie vragen gesteld. Ook trad Bubbles op en zongen ze hun grootste hit “Rock the World”. Diezelfde dag deed Bubbles een fotosessie in Duitsland, omdat op 2 december samen met de Amerikaanse Kathleen Anne 'Kathy' Kelly (van The Kelly Family) de single “It’s Christmas Time” uitkwam en dit tevens hun debuut in Duitsland was. Deze single is een vernieuwende “X-mas Time” die een jaar eerder was uitgebracht. Een dag later, op dierendag, was Bubbles te gast in het programma Kaboem op KinderNet 5. Vier winnaars van een wedstrijd mochten Bubbles vragen stellen voor hun schoolkrant. Op de laatste dag van hun verblijf in Nederland was het de beurt voor de Tina-dag. Elk jaar komen meer dan 10.000 Tina-meiden naar dit evenement. Andere artiesten deze dag waren Bosson, Creamy, Fontane en Juan Wells. Op 28 oktober was Bubbles wéér in Nederland voor vier optredens in Kidsworld in de Jaarbeurs Utrecht. Dit werd door KinderNet 5 live uitgezonden op televisie in het programma Trendtent. Ook werd in november van dit jaar bekend dat hun album Rock the World een gouden status had bereikt (40.000 exemplaren).

### 2002
Het begin van 2002 was goed. In februari namen ze de single "Somewhere" op, die op maandag 15 april, meer dan een jaar na hun laatste hit, verscheen. Dit was ook niet zomaar een track, hij was namelijk geschreven voor de animatiefilm Ice Age. In Zweden staat de single wekenlang op nummer 1 in het goed bekeken tv-programma "Voxpop". De single werd uitgebracht in o.a. Nederland, Duitsland en Denemarken. In Nederland kwamen ze op 19 en 20 april voor een tv-optreden. Op 30 oktober 2001 werd nog gezegd dat het nummer "Crazy" in januari zou uitkomen, dit ging uiteindelijk niet door. Op 20 mei werd er een dvd uitgebracht waarop vijf videoclips stonden (was ook te verkrijgen op VHS). Nog voor de zomervakantie begonnen ze met opnamen voor het tweede album Inbetween en midden in de zomervakantie was de bedoeling om het af te ronden, maar door omstandigheden lukte dat niet. Wel werd dit nieuwe album voorafgegaan door de single "Round 'n Round" (release-data: maandag 14-10-’02) waarvan de videoclip aan het eind van de zomer opgenomen werd in Ilpendam en Amsterdam. Het album verscheen dus later dan eigenlijk was gepland, namelijk op 4 november 2002. Wel was het wachten erop de moeite waard, want de cd bevatte naast de elf nieuwe nummers, ook remix-opnamen, videoclips ("Somewhere" en "Round 'n Round") en karaoke-versies. Bijzonder was de heropname van het nummer "Rock the World", een reggae-versie. Wederom waren ze weer te gast in Nederland in het programma Buya (eerste week van november), waar ze onder meer de single “Round n Round” zongen. Dat nummer lieten ze ook horen in het programma Kids Top 20 van Kim-Lian van der Meij op Fox Kids.

### 2003
Op 17 december maakte Bubbles bekend dat zij deelnamen aan het Melodifestivalen 2003 (een voorronde voor het Eurovisiesongfestival). Op 8 maart 2003 moesten zij als derde op, met “T.K.O. (Knock You Out)”. Heel frappant kwamen ze ook als derde uit de bus. Dit had als gevolg dat ze samen met Alcazar (met “Not a Sinner, Nor a Saint”) naar de eindronde mochten op 15 maart. Alcazar was in Nederland ook bekend met de hits: ‘Crying at the Discoteque’ en ‘Sexual Guarantee’. Uiteindelijk eindigde Bubbles als negende. Het duo Fame ging uiteindelijk met het nummer “Give Me Your Love” naar Riga! De single, die op maandag 17 maart werd uitgebracht, werd uiteindelijk wéér een hit! Na dit avontuur begon een volgend avontuur. Namelijk een hele reeks optredens, The BLESS-tour! De langste tour van 35 optredens die Bubbles ooit maakte in een zomer, duurde van 18 mei tot 30 september en maakte meer dan 120.000 fans blij. Een maand voor het einde van die monstertour, op 28 augustus, brachten ze ook hun derde album uit met de toepasselijke titel “Bless”. Daarop staat onder meer hun hit “T.K.O.” en een cover van The Supremes: “Where Did Our Love Go” uit 1964. Het album kwam op positie 18 in de albumlijst. The BLESS-tour zette zich wel voort met optredens in oktober en met een Showkids-galan op 23 en 29 november en 6 december in Göteborg. Daarin treden ook de artiesten Mojje o Skojje, Peaches, The Honeypies en Hemliga Gästartister op. Op donderdag 27 november werd de tweede single van het album Bless uitgebracht: “Hit the Floor”. De B-kant werd de ballade “Can’t Take My Eyes Off You”. De single kwam in de hitlijst op vier binnen!

### 2004
Tijdens de jaarwisseling wordt duidelijk dat de Bubbles zich weer opmaakten voor het Melodifestivalen 2004. Hiervoor kozen de meiden voor het nummer “Blow the Spot”. De voorrondes van het festival startten op 21 februari en op dinsdag 16 maart werd dat hun 10e single die uitgebracht is. Heel toevallig kwam-ie ook op 10 binnen in de Sales Chart! Fame, de winnaars van het Melodifestival van vorig jaar, zijn op positie 23 binnengekomen met “Vindarna vänder oss”. Uiteindelijk halen ze wederom nét niet de hoogste positie! Hun zomertour van 2004 start officieel op 4 juli in Eskilstuna, een dierentuin. Hun vierde album laat echter nog op zich wachten en hierna wordt het stil.

## 2006-2010
Na er een poos "tussenuit" te zijn geweest, komen de meiden begin 2006 met een nieuwe single: You Dog Me Out (betekent zoveel als "You're Dissing Me") wordt opgenomen met de bijbehorende clip. Dit nieuwe nummer verschijnt eind mei op de Zweedse markt en heeft ook als B-track de dancetrack "Need a Little Sunshine". In november 2007 werd bekendgemaakt op hun website dat er volgend voorjaar 2008 een nieuwe, hun dertiende, single zit aan te komen. Uit een interview van 18 augustus 2007 bleek dat er door Bubbles hard wordt gewerkt aan een nieuw album. Toch duurt het maken van hun vierde album langer dan verwacht. In 2008 wordt dan ook niet de langverwachte 13de single uitgebracht. Ruim een jaar later blijkt er nog steeds weinig schot in de zaak te zitten, als reden wordt genoemd dat de meiden het nu erg druk hebben met werk, school en vrienden. Vanwege het uitblijven van nieuw materiaal heeft Ljungström de groep in 2008 verlaten om daarna een solocarrière te beginnen met een eigen bandje, The Obs. Begin 2010 werd bekend dat Bubbles niet meer in de huidige vorm, met de oude groepsleden, zou terugkomen.

## Bezetting
- Caroline Ljungström (van 2000 tot 2008)
- Patricia Joxelius (van 2000 tot 2010)
- Sandra Joxelius (van 2000 tot 2010)
- Jenny "Yenny" Andersén (van 2000 tot 2010)
- Hannah Steffenburg (van 2000 tot 2010)

## Discografie

### Nederland

#### Albums
| Album met eventuele hitnotering(en) in de Nederlandse Album Top 100 | Datum van verschijnen | Datum van binnenkomst | Hoogste positie | Aantal weken | Opmerkingen |
| ------------------------------------------------------------------- | --------------------- | --------------------- | --------------- | ------------ | ----------- |
| Rock the World                                                      | 2001                  | 12-5-2001             | 26              | 30           | Goud        |
| Inbetween                                                           | 2002                  | 4-11-2002             |                 |              |             |
| Bless                                                               | 2003                  | 28-8-2003             |                 |              |             |

#### Singles
| Single met eventuele hitnotering(en) in de Nederlandse Top 40 | Datum van verschijnen | Datum van binnenkomst | Hoogste positie | Aantal weken | Opmerkingen        |
| ------------------------------------------------------------- | --------------------- | --------------------- | --------------- | ------------ | ------------------ |
| Happy girl                                                    | 2001                  | 28-4-2001             | 38              | 10           | Mega Top 100       |
| My boyfriend                                                  | 2001                  | 30-6-2001             | 38              | 9            | Mega Top 100       |
| Somewhere                                                     | 15-4-2002             |                       |                 |              | Ice Age-soundtrack |
| Round ’n Round                                                | 14-10-2002            |                       |                 |              |                    |

### Zweden

#### Singles
| Jaar           | Single                        | Hoogste positie | Opmerkingen                                 |                    |   |  |
| -------------- | ----------------------------- | --------------- | ------------------------------------------- | ------------------ | - |  |
| Jaar           | Single                        | 2000            | Opmerkingen                                 | (I'm a) Happy Girl | 6 |  |
| Rock the World | 2                             | 2000            |                                             |                    |   |  |
| X-Mas Time     | 12                            | 2000            |                                             |                    |   |  |
| My Boyfriend   | 25                            | 2000            |                                             |                    |   |  |
| 2001           | Regnbågens Barn/I'll Be There | 7               |                                             |                    |   |  |
| 2002           | Somewhere                     | 10              | Ice Age-soundtrack.                         |                    |   |  |
| 2002           | Round N Round                 | 30              |                                             |                    |   |  |
| 2003           | T.K.O. (Knock You Out)        | 7               | Melodifestivalen 2003, 9e in de finale.     |                    |   |  |
| 2003           | Hit the Floor                 | 4               |                                             |                    |   |  |
| 2004           | Blow the Spot                 | 2               | Melodifestivalen 2004, finale niet bereikt. |                    |   |  |
| 2006           | You Dog Me Out                | —               |                                             |                    |   |  |